# Garola
Garola fou un estat tributari protegit del tipus zamindari però lliure de renda, al districte de Sagar o Saugor a les Províncies Centrals d'Índia. Només tenia un sol poble amb una superfície de 22 km² amb uns ingressos estimats de 164 lliures. La població era de 1.017 habitants el 1881. Té a la part oriental un llac de 30 hectàrees. El territori fou concedit per l'emperador a Rao Kam Chandra al segle XVII, però la major part va passar a mans del peshwa maratha el 1746.